# Torneo Clausura 2011 (El Salvador)
El Torneo Clausura 2011 (llamado Copa Capri por motivos de patrocinio) fue el 26º torneo corto desde la creación del formato de un campeonato Apertura y Clausura, que se juega en la Primera División de El Salvador. Alianza FC conquistó el título de campeón del evento, alcanzando su décimo título de  historia, y obtuvo además el derecho a participar en la Concacaf Liga Campeones 2011-2012.
La temporada comenzó el 22 de enero y finalizó el 15 de mayo de 2011. Al igual que años anteriores, la liga se compone de 10 equipos, cada uno jugando partidos de local y visita contra los otros clubes para un total de 18 partidos. Los cuatro mejores equipos al final de la temporada regular tomaron parte de las semifinales.
La empresa que posee los derechos exclusivos para transmitir por televisión en El Salvador y Estados Unidos es Telecorporación Salvadoreña, a través de canal 4.

## Equipos participantes
| Equipo              | Ciudad               | Entrenador       | Estadio                       | Capacidad | Marca   | Esponsor                                            |
| ------------------- | -------------------- | ---------------- | ----------------------------- | --------- | ------- | --------------------------------------------------- |
| CD Águila           | San Miguel           | Hugo Coria       | Juan Francisco Barraza        | 10,000    | Nike    | Canal 4, Tigo, Mister Donut                         |
| Alianza FC          | San Salvador         | Roberto Gamarra  | Estadio Cuscatlán             | 53.400    | Lotto   | Canal 4, Tigo, Sinaí, Los Rinconcitos bar & café    |
| Atlético Balboa     | La Unión             | Mario Martínez   | Estadio Marcelino Imbers      | 4,000     |         | Canal 4, Cooperativa Financiera Unión ACACU de R.L. |
| CD Atlético Marte   | San Salvador         | Ramón Paredes    | Estadio Cuscatlán             | 53.400    | Galaxia | Canal 4, Rosvill, Vive, Galaxia                     |
| CD FAS              | Santa Ana            | Agustín Castillo | Estadio Óscar Quiteño         | 15,000    | Milán   | Canal 4, American Airlines, Tigo, Pilsener          |
| AD Isidro Metapán   | Metapán              | Edwin Portillo   | Estadio Jorge "Calero" Suárez | 8,000     | Milán   | Canal 4, Bimbo, Tigo, Salazar                       |
| CD Luis Ángel Firpo | Usulután             | Ramiro Cepeda    | Estadio Sergio Torres         | 5,000     | Joma    | Canal 4, Boquitas Diana, Pilsener                   |
| CD Once Municipal   | Ahuachapán           | Juan Sarulyte    | Estadio Simeón Magaña         | 5,000     | Milán   | Canal 4, La Geo                                     |
| CD UES              | San Salvador         | Eraldo Correia   | Estadio Universitario         | 10,000    | Galaxia | Canal 4, MK Medicamentos, ALBA Petróleos            |
| CD Vista Hermosa    | San Francisco Gotera | Víctor Coreas    | Estadio Correcaminos          | 4,000     | Milán   | Canal 4, MK Medicamentos, Comercial Rene            |

1. ↑  Sustituyó al serbio Miloš Miljanić en la 10ª jornada (fuente).
2. ↑  Once Municipal inició la temporada con el salvadoreño Nelson Ancheta, quien fue sustituido por Marcos Pineda en la 5ª jornada (fuente); este, a su vez, fue reemplazado por el argentino Juan Andrés Sarulyte en la 12ª jornada (fuente).
3. ↑  Sustituyó al salvadoreño Edgar Henríquez en la 10ª jornada (fuente).

## Tablas de clasificación

### Torneo Clausura 2011
|  |     | Equipos de fútbol | PJ | G | E | P  | GF | GC | Dif | Pts |
|  | --- | ----------------- | -- | - | - | -- | -- | -- | --- | --- |
|  | 1.  | Alianza           | 18 | 8 | 5 | 5  | 32 | 21 | +11 | 29  |
|  | 2.  | FAS               | 18 | 7 | 8 | 3  | 29 | 24 | +5  | 29  |
|  | 3.  | Isidro Metapán    | 18 | 9 | 2 | 7  | 26 | 24 | +2  | 29  |
|  | 4.  | Luis Ángel Firpo  | 18 | 8 | 4 | 6  | 24 | 15 | +9  | 28  |
|  | 5.  | Águila            | 18 | 7 | 6 | 5  | 27 | 21 | +6  | 27  |
|  | 6.  | Atlético Marte    | 18 | 8 | 3 | 7  | 25 | 24 | +1  | 27  |
|  | 7.  | Vista Hermosa     | 18 | 6 | 8 | 4  | 19 | 15 | +4  | 26  |
|  | 8.  | UES               | 18 | 3 | 8 | 7  | 14 | 25 | -11 | 17  |
|  | 9.  | Once Municipal    | 18 | 2 | 9 | 7  | 17 | 27 | -10 | 15  |
|  | 10. | Atlético Balboa   | 18 | 3 | 5 | 10 | 11 | 28 | -17 | 14  |

Pts = Puntos; PJ = Partidos Jugados; G = Partidos Ganados; E = Partidos Empatados; P = Partidos Perdidos; GF = Goles Anotados; GC = Goles Recibidos; Dif = Diferencia de gol
|  |                                                   |
|  | Cuatro primeros lugares clasifican a semifinales. |

### Tabla acumulada
La tabla acumulada muestra las estadísticas de los equipos durante la temporada regular del Torneo Apertura 2010 y el Torneo Clausura 2011, es decir, un total de treinta y seis juegos por cada club. El último lugar desciende a la Liga de Ascenso, o segunda división de fútbol. No hubo repechaje del noveno lugar para mantenerse en la liga, como sí se realizó en temporadas anteriores.
|  |     | Equipos de fútbol | PJ | G  | E  | P  | GF | GC | Dif | Pts |
|  | --- | ----------------- | -- | -- | -- | -- | -- | -- | --- | --- |
|  | 1.  | Isidro Metapán    | 36 | 19 | 6  | 11 | 60 | 51 | +9  | 63  |
|  | 2.  | Alianza           | 36 | 17 | 11 | 8  | 57 | 34 | +23 | 62  |
|  | 3.  | Luis Ángel Firpo  | 36 | 16 | 11 | 9  | 48 | 32 | +16 | 59  |
|  | 4.  | Águila            | 36 | 16 | 10 | 10 | 49 | 40 | +7  | 58  |
|  | 5.  | FAS               | 36 | 11 | 13 | 12 | 48 | 52 | -4  | 46  |
|  | 6.  | Vista Hermosa     | 36 | 9  | 17 | 10 | 39 | 40 | -1  | 44  |
|  | 7.  | Atlético Marte    | 36 | 12 | 8  | 16 | 47 | 52 | -10 | 44  |
|  | 8.  | Atlético Balboa   | 36 | 10 | 13 | 13 | 32 | 44 | -12 | 43  |
|  | 9.  | UES               | 36 | 6  | 15 | 15 | 37 | 52 | -15 | 33  |
|  | 10. | Once Municipal    | 36 | 5  | 14 | 17 | 33 | 54 | -21 | 29  |

Pts = Puntos; PJ = Partidos Jugados; G = Partidos Ganados; E = Partidos Empatados; P = Partidos Perdidos; GF = Goles Anotados; GC = Goles Recibidos; Dif = Diferencia de gol
|  | |
|  | El último lugar en la tabla acumulada desciende a Liga de Ascenso. Sin embargo, en esta temporada, el Club Atlético Balboa resultó descendido a la categoría inferior debido a la inasistencia a dos juegos consecutivos; esto se debió al incumplimiento de pago de una fianza en el tiempo establecido por el comité ejecutivo de la Federación Salvadoreña de Fútbol, que ordenó que no se le programasen juegos a partir del 15 de abril. Once Municipal permaneció en la Primera División debido a la "invitación" del consejo de presidentes de los equipos de dicha categoría, tras ganar una votación interna. |

## Calendario

### Fase de clasificación
| 22/1 | Simeón Magaña         | Once Municipal   | 1:1 | UES             |
| 22/1 | Cuscatlán             | Atlético Marte   | 2:0 | Atlético Balboa |
| 22/1 | Cuscatlán             | Vista Hermosa    | 0:0 | Alianza         |
| 22/1 | Jorge "Calero" Suárez | Isidro Metapán   | 2:4 | FAS             |
| 26/1 | Sergio Torres         | Luis Ángel Firpo | 2:1 | Águila          |

| 29/1 | Juan F. Barraza  | Águila          | 1:1 | Atlético Marte   |
| 29/1 | Óscar Quiteño    | FAS             | 1:1 | Vista Hermosa    |
| 29/1 | Universitario    | UES             | 1:0 | Isidro Metapán   |
| 29/1 | Cuscatlán        | Alianza         | 0:0 | Luis Ángel Firpo |
| 30/1 | Marcelino Imbers | Atlético Balboa | 1:1 | Once Municipal   |

| 2/2 | Simeón Magaña         | Once Municipal   | 0:0 | Águila          |
| 2/2 | Luis Amílcar Moreno   | Vista Hermosa    | 2:2 | UES             |
| 2/2 | Sergio Torres         | Luis Ángel Firpo | 4:1 | Atlético Marte  |
| 2/2 | Jorge "Calero" Suárez | Isidro Metapán   | 2:1 | Atlético Balboa |
| 2/2 | Cuscatlán             | Alianza          | 4:0 | FAS             |

| 5/2 | Universitario    | UES             | 1:2 | Alianza          |
| 5/2 | Óscar Quiteño    | FAS             | 2:0 | Luis Ángel Firpo |
| 5/2 | Juan F. Barraza  | Águila          | 2:1 | Isidro Metapán   |
| 6/2 | Marcelino Imbers | Atlético Balboa | 0:2 | Vista Hermosa    |
| 6/2 | Cuscatlán        | Atlético Marte  | 5:2 | Once Municipal   |

| 12/2 | Jorge "Calero" Suárez | Isidro Metapán   | 2:2 | Atlético Marte  |
| 12/2 | Sergio Torres         | Luis Ángel Firpo | 2:1 | Once Municipal  |
| 12/2 | Correcaminos          | Vista Hermosa    | 0:0 | Águila          |
| 12/2 | Óscar Quiteño         | FAS              | 1:1 | UES             |
| 13/2 | Cuscatlán             | Alianza          | 1:1 | Atlético Balboa |

| 19/2 | Marcelino Imbers | Atlético Balboa | 0:0 | FAS              |
| 19/2 | Universitario    | UES             | 0:0 | Luis Ángel Firpo |
| 19/2 | Juan F. Barraza  | Águila          | 3:2 | Alianza          |
| 20/2 | Simeón Magaña    | Once Municipal  | 0:1 | Isidro Metapán   |
| 20/2 | Cuscatlán        | Atlético Marte  | 0:1 | Vista Hermosa    |

| 23/2 | Cuscatlán     | Alianza          | 1:0 | Atlético Marte  |
| 23/2 | Correcaminos  | Vista Hermosa    | 1:0 | Once Municipal  |
| 23/2 | Sergio Torres | Luis Ángel Firpo | 2:0 | Isidro Metapán  |
| 23/2 | Universitario | UES              | 1:1 | Atlético Balboa |
| 23/2 | Óscar Quiteño | FAS              | 2:0 | Águila          |

| 26/2 | Sergio Torres         | Luis Ángel Firpo | 4:0 | Atlético Balboa |
| 26/2 | Juan F. Barraza       | Águila           | 2:0 | UES             |
| 26/2 | Cuscatlán             | Once Municipal   | 1:1 | Alianza         |
| 27/2 | Cuscatlán             | Atlético Marte   | 1:2 | FAS             |
| 2/3  | Jorge "Calero" Suárez | Isidro Metapán   | 1:0 | Vista Hermosa   |

| 5/3 | Correcaminos     | Vista Hermosa   | 2:0 | Luis Ángel Firpo |
| 5/3 | Universitario    | UES             | 0:2 | Atlético Marte   |
| 5/3 | Óscar Quiteño    | FAS             | 2:2 | Once Municipal   |
| 6/3 | Marcelino Imbers | Atlético Balboa | 0:4 | Águila           |
| 6/3 | Cuscatlán        | Alianza         | 1:4 | Isidro Metapán   |

| 12/3 | Cuscatlán        | UES             | 0:0 | Once Municipal   |
| 12/3 | Óscar Quiteño    | FAS             | 1:3 | Isidro Metapán   |
| 12/3 | Juan F. Barraza  | Águila          | 1:0 | Luis Ángel Firpo |
| 13/3 | Marcelino Imbers | Atlético Balboa | 3:0 | Atlético Marte   |
| 13/3 | Cuscatlán        | Alianza         | 4:1 | Vista Hermosa    |

| 16/3 | Jorge "Mágico" González | UES             | 2:2 | Vista Hermosa    |
| 16/3 | Marcelino Imbers        | Atlético Balboa | 1:0 | Isidro Metapán   |
| 16/3 | Cuscatlán               | Atlético Marte  | 1:0 | Luis Ángel Firpo |
| 16/3 | Juan F. Barraza         | Águila          | 3:1 | Once Municipal   |
| 16/3 | Óscar Quiteño           | FAS             | 1:1 | Alianza          |

| 19/3 | Jorge "Calero" Suárez | Isidro Metapán   | 2:0 | UES             |
| 20/3 | Simeón Magaña         | Once Municipal   | 1:0 | Atlético Balboa |
| 20/3 | Cuscatlán             | Atlético Marte   | 3:3 | Águila          |
| 20/3 | Correcaminos          | Vista Hermosa    | 2:0 | FAS             |
| 20/3 | Sergio Torres         | Luis Ángel Firpo | 3:0 | Alianza         |

| 30/3 | Correcaminos          | Vista Hermosa    | 0:0 | Atlético Balboa |
| 31/3 | Simeón Magaña         | Once Municipal   | 0:1 | Atlético Marte  |
| 31/3 | Jorge "Calero" Suárez | Isidro Metapán   | 2:1 | Águila          |
| 31/3 | Cuscatlán             | Alianza          | 5:0 | UES             |
| 31/3 | Sergio Torres         | Luis Ángel Firpo | 2:2 | FAS             |

| 2/4 | Juan F. Barraza  | Águila          | 1:1 | Vista Hermosa    |
| 3/4 | Marcelino Imbers | Atlético Balboa | 2:1 | Alianza          |
| 3/4 | Cuscatlán        | Atlético Marte  | 1:2 | Isidro Metapán   |
| 3/4 | Universitario    | UES             | 1:2 | FAS              |
| 3/4 | Simeón Magaña    | Once Municipal  | 1:0 | Luis Ángel Firpo |

| 9/4  | Correcaminos          | Vista Hermosa    | 0:2 | Atlético Marte  |
| 9/4  | Óscar Quiteño         | FAS              | 3:0 | Atlético Balboa |
| 9/4  | Jorge "Calero" Suárez | Isidro Metapán   | 2:2 | Once Municipal  |
| 10/4 | Cuscatlán             | Alianza          | 4:2 | Águila          |
| 10/4 | Sergio Torres         | Luis Ángel Firpo | 1:1 | UES             |

| 13/4 | Marcelino Imbers      | Atlético Balboa | 1:2 | UES              |
| 13/4 | Simeón Magaña         | Once Municipal  | 1:1 | Vista Hermosa    |
| 13/4 | Óscar Quiteño         | FAS             | 1:1 | Águila           |
| 13/4 | Cuscatlán             | Atlético Marte  | 1:2 | Alianza          |
| 13/4 | Jorge "Calero" Suárez | Isidro Metapán  | 2:1 | Luis Ángel Firpo |

| 17/4 | Cuscatlán        | Alianza             | 3:0 | Once Municipal   |
| 17/4 | Correcaminos     | Vista Hermosa       | 3:0 | Isidro Metapán   |
| 17/4 | Sin programación | Atlético Balboa (*) | 0:2 | Luis Ángel Firpo |
| 17/4 | Universitario    | UES                 | 1:0 | Águila           |
| 17/4 | Óscar Quiteño    | FAS                 | 2:0 | Atlético Marte   |

| 21/4 | Cuscatlán             | Atlético Marte   | 1:0 | UES                 |
| 21/4 | Simeón Magaña         | Once Municipal   | 3:3 | FAS                 |
| 21/4 | Jorge "Calero" Suárez | Isidro Metapán   | 0:1 | Alianza             |
| 21/4 | Sin programación      | Águila           | 2:0 | Atlético Balboa (*) |
| 21/4 | Sergio Torres         | Luis Ángel Firpo | 1:0 | Vista Hermosa       |

(*) Atlético Balboa pierde sus compromisos por 0:2, debido al incumplimiento del pago de una fianza requerida por las autoridades locales, previo al 15 de abril del año en curso. La Federación Salvadoreña de Fútbol ordenó que al equipo no se le programasen partidos oficiales a partir de esa fecha.

### Semifinales
| 30 de abril de 2011 | Isidro Metapán                                | 3:2 | FAS                   | Estadio Jorge "Calero" Suárez, Metapán |                         |
|                     | Moscoso 38' (a.g.) · Blanco 40' · Canales 85' |     | Bentos 4' · Reyes 73' | Árbitro(s): Fidel Mejía                | Árbitro(s): Fidel Mejía |

| 8 de mayo de 2011                                       | FAS                    | 2:0 | Isidro Metapán | Estadio Óscar Quiteño, Santa Ana |                          |
|                                                         | Bentos 67' · Reyes 78' |     |                | Árbitro(s): Marlon Mejía         | Árbitro(s): Marlon Mejía |
| CD FAS avanza a la final con un marcador global de 4:3. |                        |     |                |                                  |                          |

#### 
| 1 de mayo de 2011 | Luis Ángel Firpo | 1:1 | Alianza    | Estadio Cuscatlán, San Salvador |                               |
|                   | Quintanilla 44'  |     | Zelaya 84' | Árbitro(s): Edenilson Ventura   | Árbitro(s): Edenilson Ventura |

| 8 de mayo de 2011                                                                  | Alianza    | 1:1 | Luis Ángel Firpo | Estadio Cuscatlán, San Salvador |                          |
|                                                                                    | Zelaya 83' |     | Erazo 89'        | Árbitro(s): Joel Aguilar        | Árbitro(s): Joel Aguilar |
| Alianza avanza a la final debido a su mejor posición en la tabla de clasificación. |            |     |                  |                                 |                          |

### Final
| 25 | POR | Henry Hernández      |       |
| 5  | DEF | Mauricio Quintanilla |       |
| 6  | DEF | Marcelo Messias      |       |
| 3  | DEF | Edwin Martínez       |       |
| 12 | MED | Christian Castillo   | 90'+1 |
| 20 | MED | Héctor Salazar       |       |
| 23 | MED | Roberto Alvarado     |       |
| 14 | MED | Herbert Sosa         |       |
| 8  | MED | Abraham Amaya        | 71'   |
| 17 | DEL | Carlos Ayala         |       |
| 22 | DEL | Rodolfo Zelaya       |       |
| DT | DT  | Roberto Gamarra      |       |

| 1  | POR | Luis Contreras      |     |
| 5  | DEF | Víctor Velásquez    |     |
| 26 | DEF | Mardoqueo Henríquez | 86' |
| 6  | DEF | Miguel Granadino    |     |
| 4  | DEF | Ramón Flores        |     |
| 24 | MED | Roberto Peña        |     |
| 7  | MED | William Maldonado   | 46' |
| 8  | MED | Cristian Álvarez    |     |
| 13 | MED | Juan Moscoso        | 74' |
| 9  | DEL | Alejandro Bentos    |     |
| 11 | DEL | Williams Reyes      |     |
| DT | DT  | Agustín Castillo    |     |

| 16 | MED | José Maradiaga   | 71'   |
| 21 | DEF | Jonathan Barrios | 90'+1 |

| 20 | DEL | Marcio Teruel   | 46' |
| 23 | MED | Carlos Aparicio | 74' |
| 21 | DEL | Óscar Ulloa     | 86' |

| 22 | DEL | Rodolfo Zelaya | 41' (pen.) |
| 22 | DEL | Rodolfo Zelaya | 74'        |

| 5 | DEF | Víctor Velásquez | 82' |

|  | 42' | Marcelo Messias |
|  | 47' | Carlos Ayala    |
|  |     |                 |
|  |     |                 |

|  | 5'  | Cristian Álvarez |
|  | 20' | Víctor Velásquez |
|  | 37' | Alejandro Bentos |

|  | 85' | Rodolfo Zelaya |

|  | 90'+5 | Ramón Flores |

| Árbitro             | Marlon Mejía    |
| Árbitros asistentes | Salvador Cortés |
| Árbitros asistentes | Juan Zumba      |
| Cuarto árbitro      | Fidel Mejía     |
| Quinto árbitro      | Héctor Recinos  |

| 25 | POR | Henry Hernández      |       |
| 5  | DEF | Mauricio Quintanilla |       |
| 6  | DEF | Marcelo Messias      |       |
| 3  | DEF | Edwin Martínez       |       |
| 12 | MED | Christian Castillo   | 90'+1 |
| 20 | MED | Héctor Salazar       |       |
| 23 | MED | Roberto Alvarado     |       |
| 14 | MED | Herbert Sosa         |       |
| 8  | MED | Abraham Amaya        | 71'   |
| 17 | DEL | Carlos Ayala         |       |
| 22 | DEL | Rodolfo Zelaya       |       |
| DT | DT  | Roberto Gamarra      |       |

| 1  | POR | Luis Contreras      |     |
| 5  | DEF | Víctor Velásquez    |     |
| 26 | DEF | Mardoqueo Henríquez | 86' |
| 6  | DEF | Miguel Granadino    |     |
| 4  | DEF | Ramón Flores        |     |
| 24 | MED | Roberto Peña        |     |
| 7  | MED | William Maldonado   | 46' |
| 8  | MED | Cristian Álvarez    |     |
| 13 | MED | Juan Moscoso        | 74' |
| 9  | DEL | Alejandro Bentos    |     |
| 11 | DEL | Williams Reyes      |     |
| DT | DT  | Agustín Castillo    |     |

| 16 | MED | José Maradiaga   | 71'   |
| 21 | DEF | Jonathan Barrios | 90'+1 |

| 20 | DEL | Marcio Teruel   | 46' |
| 23 | MED | Carlos Aparicio | 74' |
| 21 | DEL | Óscar Ulloa     | 86' |

| 22 | DEL | Rodolfo Zelaya | 41' (pen.) |
| 22 | DEL | Rodolfo Zelaya | 74'        |

| 5 | DEF | Víctor Velásquez | 82' |

|  | 42' | Marcelo Messias |
|  | 47' | Carlos Ayala    |
|  |     |                 |
|  |     |                 |

|  | 5'  | Cristian Álvarez |
|  | 20' | Víctor Velásquez |
|  | 37' | Alejandro Bentos |

|  | 85' | Rodolfo Zelaya |

|  | 90'+5 | Ramón Flores |

| Árbitro             | Marlon Mejía    |
| Árbitros asistentes | Salvador Cortés |
| Árbitros asistentes | Juan Zumba      |
| Cuarto árbitro      | Fidel Mejía     |
| Quinto árbitro      | Héctor Recinos  |

|                                  |
| Campeón Alianza FC Décimo título |

## Premios y reconocimientos

### Goleadores
El periódico El Gráfico premia al goleador de cada torneo con el trofeo Hombre Gol.
| Jugador           | Equipo              | Goles |
| ----------------- | ------------------- | ----- |
| Rodolfo Zelaya    | Alianza FC          | 13    |
| Nicolás Muñoz     | CD Águila           | 12    |
| Alcides Bandera   | CD Atlético Marte   | 9     |
| Juan Moscoso      | CD FAS              | 7     |
| Alex Campos       | CSD Atlético Balboa | 5     |
| Cristian Bautista | AD Isidro Metapán   | 5     |

### Portero menos vencido
| Jugador         | Equipo              | Estadística           |
| --------------- | ------------------- | --------------------- |
| Juan José Gómez | CD Luis Ángel Firpo | 15 goles en 17 juegos |
| Manuel González | CD Vista Hermosa    | 15 goles en 18 juegos |

### Jugador más disciplinado
| Jugador              | Equipo     | Estadística                                   |
| -------------------- | ---------- | --------------------------------------------- |
| Mauricio Quintanilla | Alianza FC | 1.518 minutos en 17 partidos sin amonestación |

### Entrenador con más victorias
| Entrenador     | Equipo            | Estadística     |
| -------------- | ----------------- | --------------- |
| Edwin Portillo | AD Isidro Metapán | nueve victorias |

### Mejor novato
| Jugador       | Equipo              |
| ------------- | ------------------- |
| Henry Escobar | CD Luis Ángel Firpo |